# 14 de l'Àguila
14 de l'Àguila (14 Aquilae) és una estrella a la constel·lació de l'Àguila. Té una magnitud aparent de 5,40.